# Хыксандо
Хыксандо (кор. 흑산도) — остров Южной Кореи, главный из островов Хыксан.
Остров расположен в 97 км к юго-западу от порта Мокпхо провинции Чолла-Намдо. Административно относится к уезду Синан.
Площадь — 19,7 км², наивысшая точка — 400 м. Местность Хыксандо гористая.
Население острова — 3133 человек.